# ألفريدو أليخاندرو كاريون
ألفريدو أليخاندرو كاريون هو سياسي أمريكي، ولد في 11 نوفمبر 1948 في Juncos, Puerto Rico ‏ في الولايات المتحدة. نشط حزبياً في Popular Democratic Party (Puerto Rico) ‏.